# LUNA MATTINO
LUNA MATTINO（ルナ・マティーノ）は、株式会社JUN（株式会社ジェイアンドアール）の部長、チーフプロデューサー朝月真次郎がJ&Rのメンズ版（J&R UOMO）として立ち上げた1987年から1990年代のファッションブランド。朝月をイタリア語で表記したLuna（月）、Mattino（朝）がブランド名称の由来。

## 概要
中世ヨーロッパ風な装飾的なデザインを主体としながら、独自のアイデンティティを感じさせ、原色のスーツや鮮やかなプリントシャツ、ドレープやフリルを活かしたフェミニンなデザイン、金色やダイヤストーン使いのアクセサリー等、バブル景気を象徴するデザインも多く、ドメスティックファッションにおける都会的な中に感じられる非日常性、劇的な雰囲気と融合しながら独自の世界観を持っていた。文化人、演劇界、音楽業界においてもその人気は高く、鹿賀丈史、平幹二朗、天海祐希、紫苑ゆう、麻路さき、ジャニーズ事務所関連、クライズラー&カンパニー、米米CLUB、TM NETWORK、B'z、THE ALFEE、後にヴィジュアル系と称される音楽ジャンルではX、LUNA SEA、GLAY、BUCK-TICK、D'ERLANGER、ZI:KILL、JUSTY-NASTY、黒夢他多数。海外ではマドンナ、プリンスなど、幅広い層から人気を博しており、東京コレクションにも参加していた。1990年代、ジュリアナ東京等のディスコブームの頃、LUNA MATTINOを着用したカリスマダンサー、ルナメデューサ・タカらの「ルナ軍団」が話題となっていた。1993年頃から女性販売員の制服をベースにしたレディースサイズも販売が始まった。
しかし、ディスコからクラブという社会のカジュアルファッション化と共にディスコブームの人気に陰りが見え始めた。社会的な要請の変化にいち早く気が付いた朝月は、LUNA MATTINOの持つ中世ヨーロッパ風のスタイルという男らしさにプラスしたスポーティな香りへの移植を試みる。この流れの中でジョー・マッケナとのコラボレーションには、ファッションの現代化にかかる躍動を垣間見ることができた。現代のファンタジーとその中に潜む身体的な動きを出したファッションは、人々に新しい価値を提供した。
朝月真次郎のJUNの退社、株式会社アサツキデザインエンターテインメント設立により終止符を打った。
朝月真次郎は、デザイナー業務に加え、2009年より戸板女子短期大学服飾芸術科で専任教授として教鞭をとり、ファッション分野における教育にも従事した。その功績から2021年に同校の名誉顧問となっている。2020年には、千葉県富津市に移転。地域ブランディングやレンタルスペースの運営など業務範囲を拡大し、本社も富津に移転、社名はLUNAMATTINO･STUDIOに変更されている。

## 展開店舗

### 直営
- LUNA MATTINO international 六本木店　（外苑東通り）東京都港区六本木3丁目12−6六本木プラザビル 1階
- LUNA MATTINO international 表参道店　東京都渋谷区神宮前5丁目10-1表参道ビブレ21 3階（2階）（現ジャイル）
- LUNA MATTINO SOLO銀座店　（銀座ソニー通り）東京都中央区銀座5丁目4−14西五ビル　1階
- 名古屋PARCO
- 心斎橋
- 天神

他。

### 丸井
- 渋谷
- 新宿メンズ館
- 新宿本館
- 池袋
- 上野

## 競合ブランド
- ジャン＝ポール・ゴルチエ
- FICCE UOMO
- アーストンボラージュ
- トキオクマガイ
- コムデギャルソンオム
- ワイズフォーメン
- ジャンニ・ヴェルサーチ

他。